# Tomás Antônio Gonzaga

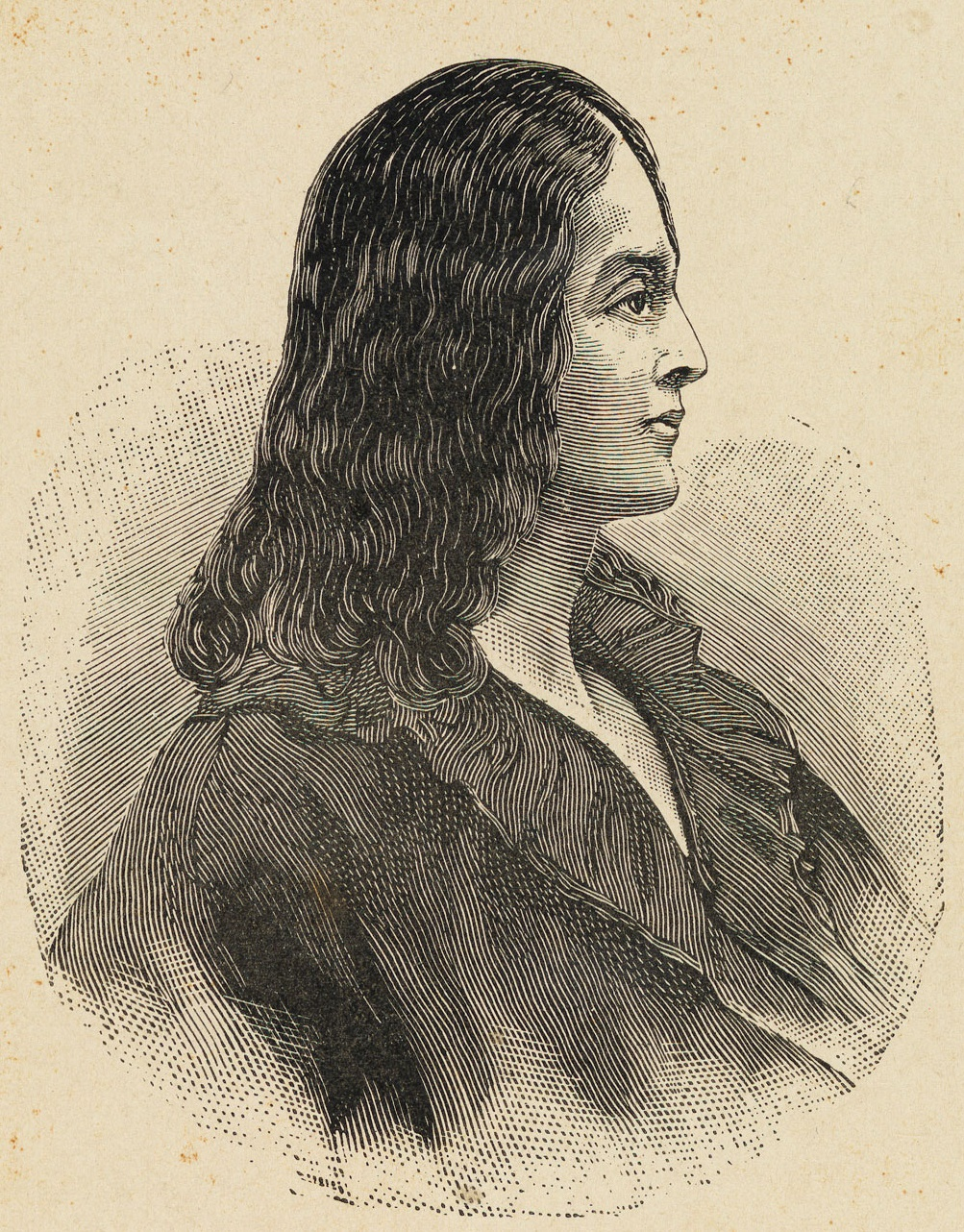
Tomás Antônio Gonzaga.

Tomás Antônio Gonzaga (* 11. August 1744 in Porto, Portugal; † Februar 1810 in Mosambik) war ein brasilianischer Lyriker portugiesischer Abstammung. Er gilt als einer der bedeutendsten arkadischen Dichter Brasiliens.

## Leben und Werk
Tomás Antônio Gonzaga wurde als Sohn des brasilianischen Magistrats João Bernardo Gonzaga und von Dona Tomásia Isabel Clark geboren. Seine Kindheit verbrachte er in Recife und in Bahia, wo sein Vater jeweils als Stadtrat tätig war. Am dortigen Jesuitenkolleg begann er auch mit seinem Studium, das ihn schließlich an die Universität Coimbra in Portugal brachte, wo er sein Studium der Rechtswissenschaften 1768 beendete. Von 1778 bis 1781 war er als Richter in Beja tätig. 1782 kehrte er nach Brasilien zurück und lebte fortan in Ouro Preto, wo er als Beamter tätig war. Wegen seiner Kritik an den Zuständen der Kolonialregierung und vor allem an dem Generalgouverneur Luís da Cunha Meneses wurde er 1789 für drei Jahre auf die Ilha do Cobra (Kobra-Insel) bei Rio de Janeiro verbannt, danach folgte ein Exil in Mosambik, wo er auch heiratete und seine Söhne geboren wurden. Er starb in Mosambik, ohne jemals die Heimat wieder gesehen zu haben.
Als Dichter fiel er unter dem Pseudonym „Dirceu“ durch starke Liebesdichtung auf. Darin besingt er die 16-jährige Marilia, die sein Werben jedoch ablehnt. Es gilt als eines der Hauptwerke des Arcadismo brasileiro, des neoklassizistisch-exotischen „Arkadismus in Brasilien“. Während seines Aufenthaltes in Portugal entstand unter dem Titel Tratado de Direito Natural zudem ein philosophisches Werk, die erste Abhandlung über Naturrecht in portugiesischer Sprache überhaupt. Gonzaga widmete sie Sebastião José de Carvalho e Melo, Marquês de Pombal. Politisch bedeutend sind seine kritischen und satirischen Anmerkungen in dem anonym erschienen Cartas Chilenes, in denen er die Kolonialregierung unverblümt und offen kritisiert.
Gonzaga wurde von dem Mitgründer der Academia Brasileira de Letras Hernando da Silva Ramos als Namenspatron des Akademie-Stuhles Nr. 37 ausgewählt.

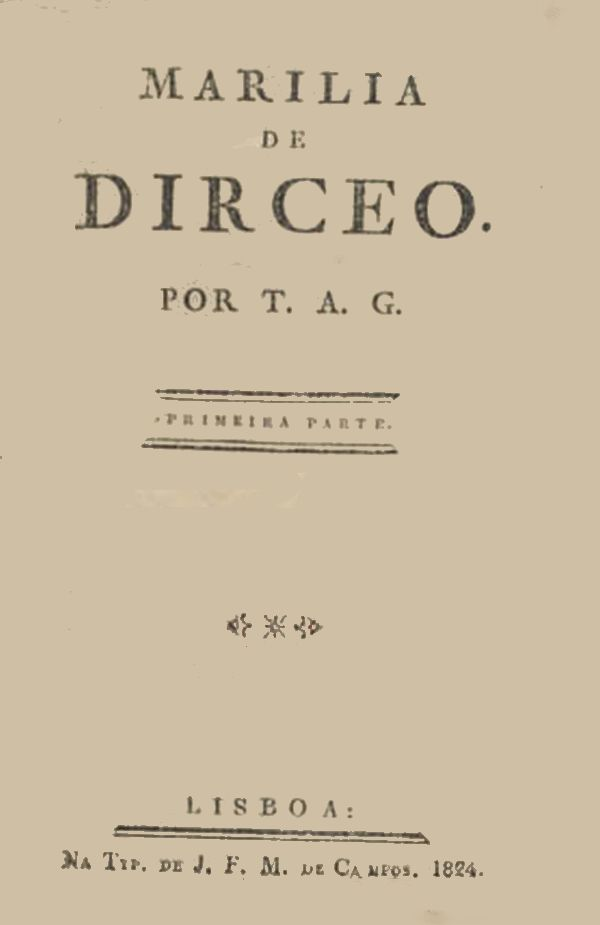
Frontispiz Marília de Dirceu der Ausgabe von 1824

## Werk
- Marilia de Dirceu (ohne Jahr), Liebeslyrik.[1]
- Cartas Chilenas (Kritische und satirische Briefe über den Zustand Brasiliens), (um 1786), herausgegeben 1845 und 1862.[2]
- Tratado de Direito Natural (Naturrecht), Traktat, ohne Jahr.
- Obras Completas. 2 Bände. Rio de Janeiro 1957.